# Вальверд, Матье
Матье́ Вальве́рд (фр. Mathieu Valverde; 14 мая 1983, Монтрёй) — французский футболист, вратарь.

## Карьера
Матье Вальверд является воспитанником футбольного клуба «Бордо», за который он и был заявлен впервые в качестве профессионала в 2003 году. Поначалу был третьим голкипером команды после незыблемого первого номера — Ульриша Раме и после второго вратаря Фредерика Ру. В 2006 году Фредерик покинул команду, и Матье занял место второго вратаря. Летом 2009 года в Матье проявила заинтересованность «Булонь», которая решила дать шанс голкиперу хоть где-то стать игроком основы и 24 июля подписала с ним контракт. 9 декабря Вальверда перекупила «Тулуза», у которой из-за травм выбыли оба основных вратаря.

## Достижения
«Бордо»
- Чемпион Франции: 2008/09
- Серебряный призёр чемпионата Франции (2): 2005/06, 2007/08
- Обладатель Суперкубка Франции: 2008
- Обладатель Кубка Французской лиги (2): 2006/07, 2008/09